# Barkingside (métro de Londres)
Barkingside est une station de la Central line, du métro de Londres, en zone 4. Elle est située sur la Stn Road à Barkingside, dans le borough londonien de Redbridge.

## À proximité
- Barkingside